# Graphical Kernel System
Graphical Kernel System (GKS) byl první ISO standard pro nízkoúrovňovou počítačovou grafiku, vznikl v roce 1977. GKS obsahuje sadu kreslících funkcí pro dvourozměrnou vektorovou grafiku, vhodnou pro kreslení grafů a podobné účely. Volání jsou navržena, aby byla přenositelná mezi programovacími jazyky a grafickými zařízeními, takže aplikace napsané pomocí GKS mohou být portovány na různé platformy a zařízení.
GKS byl běžnou součástí pracovních stanic v osmdesátých a devadesátých letech a byl základem grafických knihoven Atari ST (GEM). Dnes se již nepoužívá. Za zmínku dnes stojí nástupce GKS – PHIGS.
Hlavní vývojář a šiřitel GKS byl Profesor José Luis Encarnação, kdysi ředitel Fraunhofer Institute for Computer Graphics (IGD) v Darmstadtu, Německo.

## Standardizace
GKS byl ANSI standard ANSI X3.124 a ISO standard ISO/IEC 7942. Vazby na jazyky jsou ISO standard ISO 8651. GKS-3D (Graphical Kernel System for Three Dimensions) je ISO standard ISO 8805 a vazba na programovací jazyk C je ISO 8806.